# تشاك لارسون
تشاك لارسون هو دبلوماسي ومحامي وسياسي أمريكي، ولد في 1 أبريل 1968 في دي موين في الولايات المتحدة. نشط حزبياً في Republican Party of Iowa ‏ والحزب الجمهوري. وقد انتخب عضو مجلس ولاية آيوا ‏ وانتخب عضو مجلس نواب ولاية آيوا ‏.

## وصلات خارجية
- الموقع الرسمي